# Claudi Martí-Salazar
Claudi Martí (Carcassona, 6 de març de 1940) és un mestre, cantautor i escriptor llenguadocià: la seua obra tracta temes com la història d'Occitània i la defensa de l'occità, els interessos dels agricultors i la lloança de la vida en el camp.
És un dels màxims representants de la Nova Cançó occitana.

## Biografia
Nascut a Carcassona l'any 1940, fill d'immigrants aragonesos (els seus avis –dels quals va aprendre el català, el castellà «i algunes expressions en aragonès»– eren de la Franja), Claude Marti-Salazar és mestre d'escola rural a Confolenç quan, en un aplec occitanista el setembre de 1968 a Muret, cerca una nova forma d'expressió altra que els cartells del maig francès; influït per la Nova Cançó catalana i el Diguem no de Raimon, Martí comença d'escriure cançons en francés, però no pot amagar el seu accent occità quan parla francés: a la resposta d'un expert que li digué «Açò que feu no és gens malament, però el vostre accent és horrible; amb tres mesos de lliçons de dicció tindreu un accent perfecte per a cantar en francés», un vinyater li replicà «Canta en llengua d'oc: no tindràs pas més accent!» Així van nàixer les primeres cançons: Un país que vòl viure, Perqué m'an pas dit («Perquè no m'han dit pas?») i Las messorgas («les mentides»); totes tres incloses en el seu primer àlbum, Occitània!, editat per la cooperativa discogràfica Ventadorn, que pren el nom d'un trobador.

Els quatre primers discos els enregistrà només amb la guitarra i el sol acompanyament d'altres veus convidades: les millors cançons d'aqueixos dos LP i dos EP van ser recollides l'any 1973 en un disc novell, Lo país vòl viure, editat en Le Chant du Monde a tot Europa; d'ençà, Martí començà d'acompanyar-se de músics de cambra en L'agonia del Lengadòc (enregistrat a l'Studio der Frühen Musik per Alemanya), jazz en L'òme esper (1974) o folk en L'an 01 (1975) i Lo camin del solelh (1976), on canta una cançó en castellà dedicada a son avi Luis i una altra, Los commandos de la nuèit, on conta les revoltes vinyateres de 1907 i del seu temps:
| « | Sabem pla que, per altres rutes, marxen els del Menerbés, Carcassonès i Corbièras tota: som els comandos de la nit. | » |

Lo camin del solelh (editat a Espanya per Guimbarda) marca un punt d'inflexió en el qual Martí bandeja la cançó en occità i se centra en l'escriptura en francés: la seua col·laboració amb Jean-Pierre Chabrol va produir dues novel·les (Caminarem i Les petites Espagnes); després de la darrera publicació i durant gairebé una dècada, Martí no produeix pas cap altra referència fins al 1992, any que edita un nou disc amb títol en francés (Et pourtant elle tourne...) a partir del qual deixa de tocar guitarra i canta solament, amb nous arranjaments de Gérard Pansanel. No importa com, Martí continua de fer concerts i l'àlbum següent, El jinete, apareix deu anys després; durant l'espai de temps entre ambdós Martí escriu els textos per a llibres d'imatges del seu país de Carcassona. Amb la publicació d'un volum de poesia il·lustrada l'any 2003, Martí torna a espaiar la seua producció i no torna fins a l'any 2006 amb l'edició del disc compacte Çò milhor, que conté els seus millors successos en occità reenregistrats amb arranjaments novells.

## Obra
La producció de Martí durant la dècada dels 70 alterna la música i l'escriptura; en la dècada dels 80, tant l'una com l'altra són poques i d'ençà del 1998, la producció literària esdevé la seua més gran preocupació, però sense deixar l'escena musical.

### Discografia
| any  | títol                      | segell            | comentaris                                                                       |
| ---- | -------------------------- | ----------------- | -------------------------------------------------------------------------------- |
| 1969 | Occitània!                 | Ventadorn         | amb Un país que vòl viure, Lengadòc roge i Perqué m'an pas dit?                  |
| 1971 | Lengadòc roge              | Ventadorn         | Extended Play amb Lengadòc roge i tres cançons plus                              |
| 1972 | Montsegur!                 | Ventadorn         | amb la cançó homònima i Tres vidas                                               |
| 1972 | Martí                      | Ventadorn         | EP amb Animals a banas sul Larzac i tres cançons plus                            |
| 1973 | Lo païs que vòl viure      | Le Chant du Monde | recopilació dels discs anteriors per a Europa, premi internacional Charles Cros  |
| 1974 | L'òme esper                | Ventadorn         | amb la cançó homònima, Papet i Los corbasses                                     |
| 1975 | L'an 01                    | Ventadorn         | amb Vaqui qu'un sèr i Los batèus                                                 |
| 1976 | L'agonia del Lengadòc      | EMI/Reflexe       | enregistrat amb Studio der Frühen Musik a Alemanya                               |
| 1976 | Lo camin del solelh        | Ventadorn         | amb, Tu, mon vilatge, la cançó homònima, A mon ostal de la colina i Ieu m'en vau |
| 1980 | Monta-vida                 | Ventadorn         | amb la cançó homònima, Ali, Estela, Peire i Exilh                                |
| 1992 | Et pourtant elle tourne... | Revolum           | amb Galilée i revisitacions de Lo camin del solelh                               |
| 2002 | El Jinete                  | Paratge/Nord>Sud  | amb la cançó homònima, Un que sovent s'en es anat... i Temps de vendemias        |
| 2006 | Çò milhor                  | Nord>Sud          | recopilatori d'èxits regravats                                                   |
| 2008 | Tolosa                     | Nord>Sud          | noves cançons en occità                                                          |

De més a més, Martí compon les músiques de les sèries de televisió Ces grappes de ma vigne (France 2) i Un été albigeois (FR3) i la banda sonora del Conte d'automne d'Éric Rohmer (1998).
L'han versionat, a més d'altres cantants occitans, cantautors com Paco Muñoz.